# Adolf Ludvig Hamilton
Le comte Adolf Ludvig Hamilton, né le 1er juin 1747 et mort le 10 octobre 1802 à Tidaholm, est un aristocrate suédois qui fit partie de l'opposition de la noblesse à l'égard de Gustave III. Il est l'auteur de Mémoires critiques de l'époque gustavienne, Anekdoter till svenska historien under Gustaf III:s regering.

## Biographie
Adolf Ludvig Hamilton est le fils du comte Gustaf David Hamilton. Il est aspirant au régiment du prince héritier en 1759, nommé chambellan du prince héritier (futur Gustave III) en 1766 et à partir de 1771 de son épouse Sophie-Madeleine. Il est héritier du domaine de Blomberg dans la Westrogothie. C'est le père du comte Gustaf Wathier Hamilton.

### Vues politiques
Le comte Hamilton, qui était proche de Gustave III, s'en éloigne pour défendre les libertés de la noblesse qu'il estime, avec d'autres seigneurs siégeant à l'assemblée de la noblesse, menacées par les mesures dites éclairées du roi. La Diète des États, qui est l'instance la plus haute du royaume à côté du roi lui-même, se voit proposer par ce dernier l'« acte d'union et de sécurité » en février 1789 qui s'ajoute à la constitution de 1772. La monarchie absolue est encore renforcée, mettant fin à un parlementarisme excessif qui divisait la société. Cette mesure est populaire dans la paysannerie, car elle diminue les privilèges de la noblesse terrienne, et les trois autres États autres que la noblesse l'adoptent. Désormais par exemple, seul le roi est libre de déclarer la guerre et faire la paix, les États perdent l'initiative des lois, les offices sont ouverts aux non-nobles et la terre peut être achetée plus facilement par les paysans ou les roturiers. L'influence du jacobinisme français est dénoncée par le comte. Celui écrit des épigrammes et des satires contre les idées du temps et le centralisme politique, tout en moquant le système suédois. Ses Mémoires permettent de bien comprendre cette époque gustavienne florissante.
Le comte aimait à séjourner au château de Barsebäck acheté par son père en 1743 et qui est toujours en possession de la famille aujourd'hui.